# Aimone de Savoia
Aimó o Aimone de Savoia, anomenat el Pacífic, (Chambéry, Savoia 1291 - Montmélian 1343) fou el comte de Savoia entre 1329 i 1343.

## Antecendents familiars
Va néixer el 1291 a la ciutat de Chambéry, capital del Comtat de Savoia, sent el setè fill del comte Amadeu V de Savoia i la seva primera esposa Sibil·la de Bresse. Era net per línia paterna del comte Tomàs II de Savoia i Beatriu Fieschi, i per línia materna de Guiu II de Bresse i Beatriu de Montferrat.
Rebé el seu sobrenom de el Pacífic per finalitzar les disputes frontereres entre el Comtat de Savoia i el Delfinat de Viena.

## Ascens al tron comtal
Rebé formació eclesiàstica però a la mort del seu germà Eduard I de Savoia, ocorreguda el 1329, fou nomenat el seu successor. La filla d'Eduard I, Joana de Savoia, s'havia casat amb el duc Joan III de Bretanya, el qual era vist com a estranger pel poble de Savoia, per la qual cosa es veié en Aimone l'ideal per continuar amb la plena autonomia del comtat.
Va continuar la lluita del seu germà contra el delfí Guigues VIII de Viena. A la mort d'aquest, ocorreguda el 1334, va signar amb el seu successor el Tractat de Chapareillan, pel qual s'estableix el riu Roine com a frontera entre ambdós estats. Durant la Guerra dels Cent Anys va ajudar el rei Felip VI de França, combatent contra Eduard III d'Anglaterra i participant en la guerra de Flandes.
Aimone morí el 22 de juny de 1343 a la població de Montmélian, sent enterrat posteriorment a l'abadia d'Hautecombe.

## Núpcies i descendents
Es casà l'1 de maig de 1330 amb Violant de Montferrat, filla de Teodor Paleòleg de Montferrat i Argentina Spinola. D'aquesta unió nasqueren:
- Amadeu VI de Savoia (1334-1383), comte de Savoia
- Blanca de Savoia (1336-1387), casada el 1350 amb Galeazzo II Visconti
- Joan de Savoia (1338-1345)
- Caterina de Savoia (1341-?)
- Lluís de Savoia (1342-mort jove)

Així mateix tingué diveros fills il·legítims.